# Sisyrinchium californicum
Sisyrinchium californicum là một loài thực vật có hoa trong họ Diên vĩ. Loài này được (Ker Gawl.) Dryand. miêu tả khoa học đầu tiên năm 1812.